# Албури-Отар
Албури-Отар также упоминаются названия Альбури-Отар, Альбури, Эльбури-отар (чечен. Албур-Отар, Албар-Отар, Олбар-Отар) — опустевший ауховский аул в Казбековском районе Дагестана.

## География
Аул располагался в местечке «чечен. Булкх дехьа» (за р. Булак), к югу от города Хасавюрт, в междуречье рек Акташ (чечен. ГIурий) и Булак (чечен. Булкъ, Булкх).
Ближайшие населённые пункты: на юге село — Алмак, на севере — сёла Калининаул и Ленинаул, на северо-востоке — сёла Симсир и Байтарки, на юго-западе — также ныне несуществующее ауховское селение Ваники (чечен. Ваниг-гIала или ГIонг-гIала, старорусск. Ваникъ).

## История
Название Албури-Отар получило от имени своего основателя ауховца Албури, который являлся представителем чеченского тайпа Аккой (чечен. Iаккой). В наше время территория аула служит сельскохозяйственными угодьями для жителей селения Калининаул (до 1944 года Юрт-Аух). Недалеко от бывшего аула Албури-Отар сохранилась кладбище Олбар кешнаш («Албури кладбище»), А. С. Сулейманов указывает его расположение в черте родового селения тайпа — Юрт-Аух. В Юрт-Аухе представили тайпа Аккой (чечен. Ӏаккой) в основном проживали в квартале «Ӏаккойн басе», которое является историческим центром села.
В источниках времён Кавказской войны поселение Албури-Отар, наряду с Ваники, указывается как передовое селение ауховцев, которые не раз подвергались разорению российскими войсками. В 1857 году А. Е. Врангель совершил поход к вновь выстроенному Албури-Отару, который имел до 250 дворов и был населён чеченцами-ауховцами, Альбури-Отар лежал верстах в 6-ти выше Юрт-Ауха и был окружён с трёх сторон лесною чащею. Выступив 24-го августа из Кишен-Ауха, отряд в 10 часов утра прибыл к аулу Юрт-Аух и сделал вид наступления к аулу Альбури. Едва только войска барона Врангеля передвинулись в этом направления с версту, как ауховцы, опасаясь за аул, покинули лес и поспешили на защиту Альбури-Отара. Барон Врангель быстро повернул конницу и стрелков влево и завладел лесистыми возвышенностями верхнего пути, командовавшими всею дорогою.
Под прикрытием занятых пунктов остальные части колонны, сменяя одна другую, постепенно дебушировали к аулу Дылым. Только у последнего лесистого кургана неприятель успел настичь хвост колонны, но был отброшен картечью единорогов и действием штуцерного огня арьергардных рот 1-го батальона Апшеронцев. Таким образом, демонстрация к Альбури-Отару вполне увенчалась успехом и неприятель понес чувствительную потерю, несмотря на все выгоды местности, на которой происходили военные действия. Аул Албури-Отар был сожжён.
В газете «Кавказъ» 1858 года, события эти описываются следующим образом:

Барон, избегая засады, устроенной Ауховцами въ лесу по дылымской дороге, направилъ отрядъ по горной дороге, на Альбури-Отаръ. — Князь Багратіон, идя въ авангард с кавалеріею, пошелъ на рысяъ на высоту грыбня; поднявшись на него, онъ понесся вдоль гребня къ Албури-Отару, распугивая, как птицъ, конные толпы горцев, укрывавшихся стремглавъ въ лесъ балки.
По следам авангарда двигалась и вся колона. Несколько отчаянныхъ горцевъ попробовали было занять высоту, Обратная атака поставленныхъ въ засаде таягучиляровъ (фланкеровъ) Дагестанскогоконно-иррегулярнаго полка, а съ другой стороны атака, произведенная конвоемъ барона, въ одинъ мигъ расеяла горцевъ. При этомъ, четырнацати-летниій сынъ умершого недавно Агаларъ-бека, казикумыкского правителья, бойкій наездникъ и отличный стрелокъ, въ глазахъ всехъ свалилъ горца съ лошади выстреломъ изъ своей винтовки. Баронъ обнялъ восхищеннаго маленькаго удальца Джафара.
За темъ отрядъ, пройдя пылавшій Альбури-Отаръ, сдерживая горцевъ въ отдаленій огнемъ изъ штуцеровъ и нарезныхъ ружей, спустился благополучно къ Дылыму и соединился съ вагенбургомъ.
Простоявъ здесъ сутки, отрядъ принялъ оьратное движеніе въ Буртунай.
Движеніе это было сделано двумя колоннаями; одна, состоявшая изъ 21-го стрелковаго баталіона и кавалерій, пошла черезъ Нов. Зубутъ, где колонна ничего и никого не видала, кроме опустелаго аула, домовъ въ 200, совершенно не тронутыхъ.
Густая, высокая лебеда и репейниъ разрослись на домахъ, дворахъ и по улицам; міръ пернатыхъ завладелъ достояніемъ человека. Заслышавъ говоръ людей, кошка жалобно мяукнула въ гуще бурьяна.

Другая коллона, состоявшая изъ баталіоновъ Апшеронского и дагестанского полка, роты саперъ и артиллерій, подъ командою полковника Ракуссы, пошла по просеке.— КАВКАЗ, газета политическая и литературная. № 84.
Между тем, в ночь с 9-го на 10-е число были посланы ночью пешие охотники из жителей Андреевской деревни, которые захватили в плен неприятельский пикет, состоявший из 4-х чел, что заставило ауховцев сжечь занимаемый ими укрепленный пост против Альбури-отара и отступить за 3 верст в лес 12-го сделано движение ко второй переправе через Акташ, по дороге на Юрт-Аух к Биляр-Кургану.
В 1859 году царскими войсками, были переселены в Андреевскую деревню до 500 человек из ауховских аулов Ваника, Албури-Отар и других мест.

## Галерея
- Кладбище Албури. Здесь покоится Молкхи, сын Аташа, ставший шахидом в сражении с кафирами. Свет Аллаха в его могиле. (непонятно) Аминь.
- Кладбище Албури. Шахид, убитый в сражении (непонятно) Джанбур, сын Альбура. Да простит Аллах ему грехи, аминь.